# Un pas mic (Star Trek: Voyager)
„Un pas mic” (titlu original: „One Small Step”) este al 8-lea episod din al șaselea sezon al serialului TV american științifico-fantastic Star Trek: Voyager și al 128-lea în total. A avut premiera la 17 noiembrie 1999 pe canalul UPN.

## Prezentare
Seven ajută echipajul să evite o masă imensă de energie subspațială, iar aceștia speculează că o navă spațială antică s-ar putea afla în interior.

## Actori ocazionali
- Phil Morris - Lt. John Kelly